# Литвинов Дмитро Іванович
Литвинов Дмитро Іванович (1854–1929) — російський ботанік та геоботанік.

## Біографія
Середню освіту здобув у 1-й Московській гімназії. Згодом вступив до Імператорського Московського технічного училища, яке закінчив у 1879 році, отримавши звання механіка-будівельника.
Захопившись ботанікою, у 1898 році залишив роботу викладача технічного училища та став ученим хранителем, а згодом старшим ботаніком Ботанічного музею Академії наук, де пропрацював до кінця життя.
Литвинов був активним мандрівником, брав участь у багатьох експедиціях. Першовідкривач (разом з В. Я. Цингером) ботанічного феномену урочища Галич гора (1882).
Висунув гіпотезу про реліктове походження соснових лісів на крейдяних горах європейської частини Росії.

## Наукові праці
- Литвинов Д. И. Геоботанические заметки о флоре Европейской России. // Бюллетень Московского общества испытателей природы. 1890. № 4. С. 322–434.
- Литвинов Д. И. О реликтовом характере флоры каменистых склонов в Европейской России. // Труды Ботанического музея Академии наук. 1902. Вып. 1. С. 76-109.
- Литвинов Д. И. Библиография флоры Сибири. // Труды Ботанического музея Императорской Академии наук; вып. 5. СПб.: Типография Академии наук, 1909.
- Литвинов Д. И. Следы степного послеледникового периода под Петроградом. // Труды Ботанического музея Академии наук. 1914. Т. 12. С. 246–269.